# 十不青年
「十不青年」（じゅうふせいねん）は、2023年末から2024年にかけて広がったとされる中華人民共和国のインターネットスラングで、結婚や家の購入、感動することなど、10項目を拒む青年たちのこと。

## 概要
「十不青年」と称されるのは、「献血、寄付、結婚、子供、家、宝くじ、株式、基金、高齢者、感動」の10項目を拒むとされる、2000年代に生まれた十代後半から二十代前半の若者たちであり、その背景には、中国経済の減速に起因する就職難を受けた、無職や低所得の青年の増加があると言われる。
「十不青年」は、2023年に流行語となった「四不青年」（恋愛、結婚、家の購入、子供を拒む青年たち）を踏まえ、項目を増やす形で、2023年12月に陝西省咸陽市の教育専門家という藍家康がQ&Aサイトの知乎で公表し、広く知られるようになったとされる。
10項目を列挙すると次のようになる。
- 第一条，不献血 - 献血しない。
- 第二条，不捐款 - 寄付しない。
- 第三条，不结婚 - 結婚しない。（「四不青年」と共通）
- 第四条，不生小孩 - 子供をもたない。（「四不青年」と共通）
- 第五条，不买房 - 家を買わない。（「四不青年」と共通）
- 第六条，不买彩票 - 宝くじを買わない。
- 第七条，不入股市 - 株式を買わない。
- 第八条，不买基金 - 基金（年金）を買わない。
- 第九条，不扶老人 - 高齢者を扶けない。
- 第十条，不感动 - 感動しない。

ただし、以上とは別の10項目を上げ、「十不青年」と称する場合があるとする説もある。